# Anna Feingold
Anna Feingold (* 1879; † 1940 in Lipowice) war die einzige Frau, die im von deutschen Truppen während des Zweiten Weltkrieges besetzten Teil Polens einem Judenrat vorgestanden hat.
Nach dem Überfall auf Polen durch die Wehrmacht und deren Rückzug aus einigen polnischen Gebieten aufgrund des Molotow-Ribbentrop-Paktes wurde die Stadt Przemyśl in eine von deutschen und eine von sowjetischen Truppen besetzte Hälfte geteilt. Der Fluss San bildete die Demarkationslinie. Der überwiegende Teil der jüdischen Bevölkerung befand sich auf der sowjetischen Seite. Nur wenige Juden, man geht von ca. 60 Personen aus, lebten zusammengepfercht in zwei Häusern auf der von der Wehrmacht okkupierten Seite im Stadtteil Zasanie. Die Gestapo zwang diese Personen im Frühjahr des Jahres 1940 einen Judenrat einzurichten. Dieser sollte antijüdische Maßnahmen leichter durchsetzen, beispielsweise das Tragen von Armbinden.
Anna Feingold, über die keine weiteren Angaben vorliegen, wurde Vorsitzende des Rates. Sie war die einzige Frau, die jemals im von deutschen Truppen besetzten Teil Polens ein solches Amt bekleidete.
Das genaue Schicksal von Anna Feingold ist nicht komplett geklärt. Man geht davon aus, dass sie vor Beginn der einsetzenden Massendeportationen in Lipowice erschossen wurde.